# Breitenburger Fähre

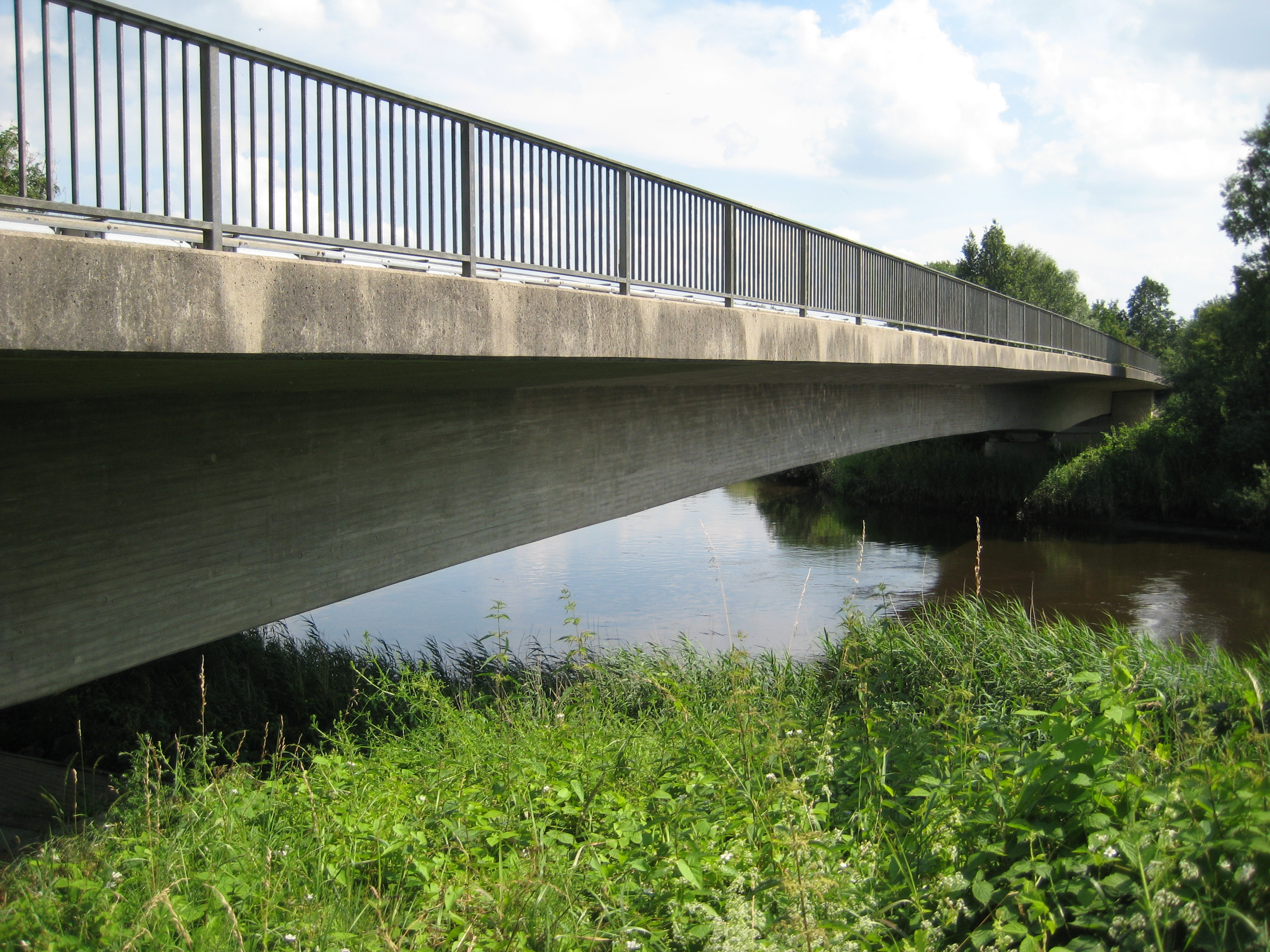
Die Brücke mit dem Namen „Fähre“

Die Breitenburger Fähre ist eine Störquerung zwischen den Gemeinden Breitenburg und Oelixdorf.
Der Fährbetrieb wurde schon 1621 durch eine Brücke ersetzt. Dennoch wird der Störübergang noch immer als „Breitenburger Fähre“ bezeichnet. Über die heutige Brücke verläuft die Landesstraße 116.
Nach der ehemaligen Fähre ist auch ein an der Brücke auf Breitenburger Seite gelegenes Gasthaus benannt. Dieses ist (Stand Mai 2020) nicht mehr in Betrieb.
An die Vergangenheit und Geschichte dieses Störüberganges erinnert seit 1979 eine Bronzeplastik des Bildhauers Karlheinz Goedtke. Sie stellt die verschiedenen Stadien der Entwicklung von einer Furt über Fähre, Holzbrücke, Stahlbrücke bis zur heutigen Spannbetonbrücke dar. Die Bronzeplastik wurden vom Breitenburger Bürgermeister Karl-Hermann Wieckhorst eingeweiht.
Etwas weiter südlich liegt das Schloss Breitenburg.

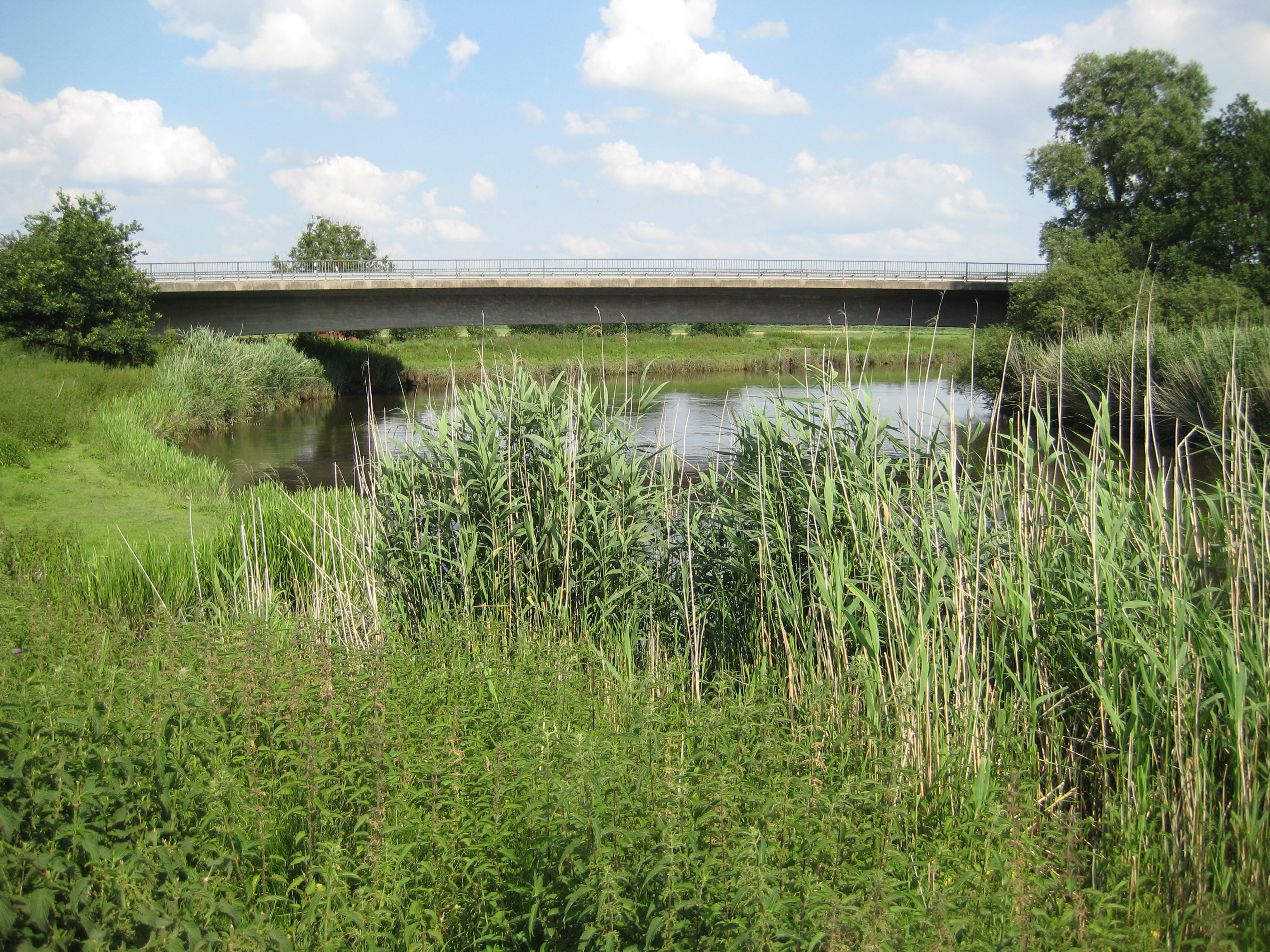
Gesamtansicht
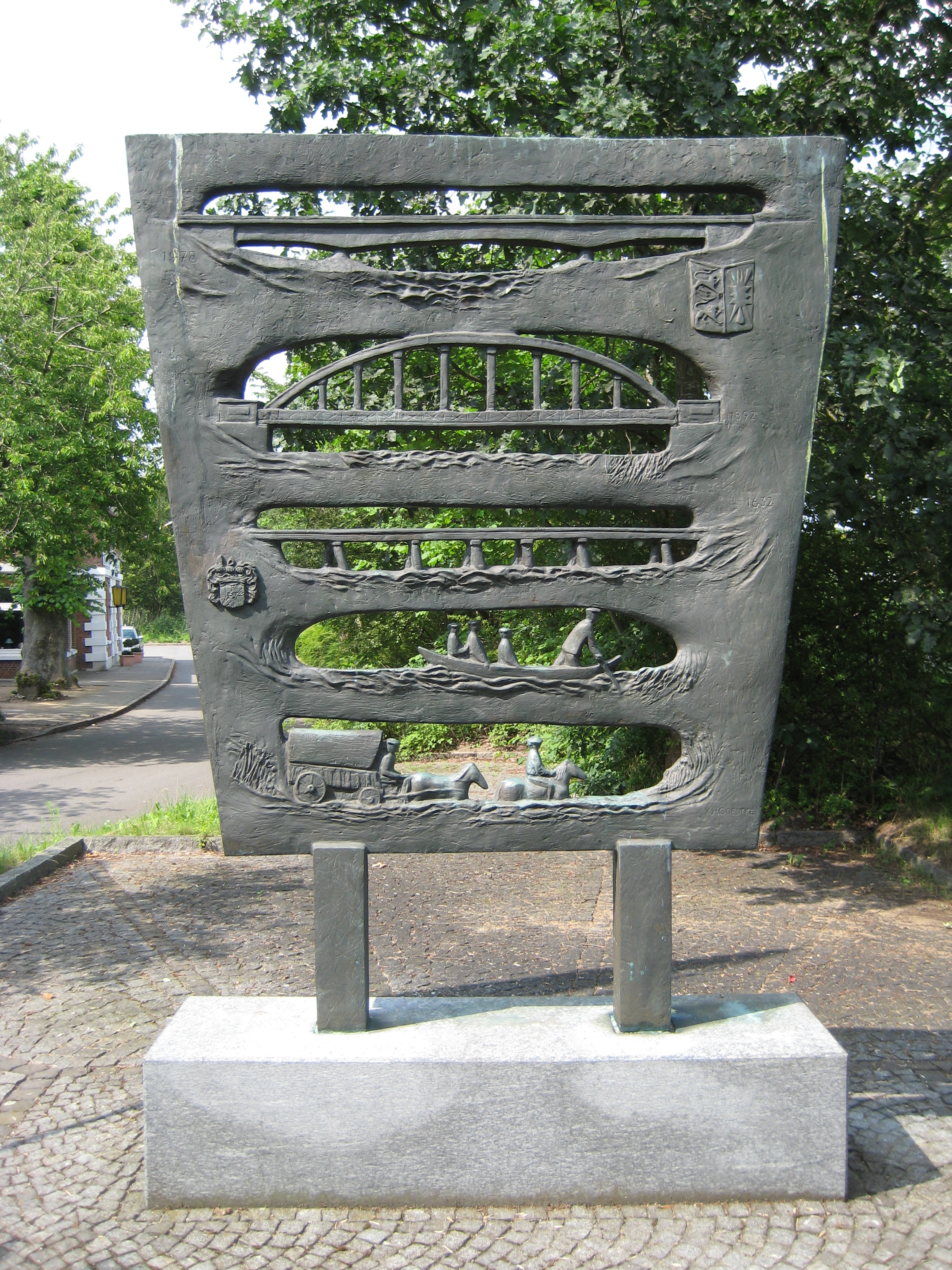
Bronzeplastik an der Einfahrt zum Gasthaus